# Parauchenoglanis longiceps
Parauchenoglanis longiceps är en fiskart som först beskrevs av Boulenger, 1913.  Parauchenoglanis longiceps ingår i släktet Parauchenoglanis och familjen Claroteidae. IUCN kategoriserar arten globalt som starkt hotad. Inga underarter finns listade i Catalogue of Life.